# 金仇輪
金仇輪（?—?），被尊称为仇輪公（韓語：구륜공），新罗王族。
金仇輪是新罗第24代国王真兴王的第三子，母亲是思道夫人朴氏。同母兄有銅輪太子、真智王，同母姐妹有太陽公主、阿陽公主、銀輪公主、月輪公主。异母弟貞肅太子、壽宗殿君、天柱公；异母姐妹般若公主、蘭若公主、德明公主、暖成公主。金仇輪娶寶華公主金氏，是金仇輪侄子新罗第26代国王真平王与美室宮主所生。其子金善品，据《三国遗事》所称是后百济国王甄萱的曾祖父。